# 杯盖阴石蕨
杯盖阴石蕨（学名：Humata griffithiana），为骨碎补科阴石蕨属下的一个植物种。